# Питиусенская ящерица
Питиусенская ящерица, или ивисская стенная ящерица (лат. Podarcis pityusensis) — вид стенных ящериц семейства настоящих ящериц (Lacertidae), эндемик Питиузских островов в Средиземном море. Индуцирована также на остров Мальорка и в некоторые районы континентальной Испании.

## Внешний вид
Небольшая ящерица с длиной тела до 7 см и приблизительно вдвое длинным хвостом. Образует около 26 подвидов, некоторые из которых очень редки. Окраска тела сильно изменчива и варьирует от серой до коричневой и зелёной. На спине и боках ряды мелких, неправильной формы темных пятен, слагающихся в продольные полосы. Нижняя сторона жёлтая, оранжевая или розовая.

## Образ жизни и питание
Придерживается выходов скал и твердых материнских пород, различного рода развалин и каменных кладок строений. Особенно многочисленна среди камней в колониях островных чаек. На самых мелких островах часто живёт на голых, почти лишенных растительности скалах.
Питается муравьями, жуками, пауками, морскими бокоплавами, а также цветами, семенами и плодами растений. Наблюдается каннибализм.

## Галерея
- Подвид P. pityusensis formenterae